# Caristius macropus
Caristius macropus is een straalvinnige vissensoort uit de familie van caristiden (Caristiidae). De wetenschappelijke naam van de soort is voor het eerst geldig gepubliceerd in 1903 door Bellotti.